# Onde Nascem os Bravos
Onde Nascem os Bravos é um filme brasileiro dos gêneros aventura, nodestern e drama, que teve sua pré-estreia em exibição única e gratuita nos Cinemas do Shopping Benfica, cidade de Fortaleza, Estado do Ceará.
Gravado em formato Digital 4K e com recursos limitados, sem apoio de leis de incentivo, editais ou patrocínios, o filme foi possível graças a parcerias e à colaboração de diversos atores e técnicos. As gravações foram realizadas em 2015 na Fazenda Pinhão, em Quixeramobim. 
O longa é o primeiro de uma trilogia cinematográfica sem diálogos sobre a saga do cangaceiro Alfinete e do pistoleiro Mumbaca, sendo seguido por Como Vivem os Bravos (2019) e Quando Morrem os Bravos (2021).

## Sinopse
Mumbaca, um ex-soldado de uma força volante que se tornara bandoleiro, no final do século XIX, distante do crime e da violência que se alastrava pelo Nordeste, tem sua esposa cruelmente assassinada pelo famigerado cangaceiro Alfinete. Perdidos nas matas inóspitas do sertão e separados pelo ofício, os dois travam uma batalha particular ao passo que enfrentam as intempéries da natureza e os limites da sobrevivência.

## Elenco
| Ator/Atriz      | Personagem        |
| --------------- | ----------------- |
| Daniell Abrew   | Mumbaca           |
| Camilo Vidal    | Alfinete          |
| Aldo Anísio     | Setepele          |
| Pry Paumgartten | Esposa de Mumbaca |
| PPjoel Ventura  | Pajé              |
| Magda Matos     | Mãe               |